# Zilog Z80
Zilog Z80 je 8-bitni mikroprocesor kojeg je dizajnirala i proizvodila američka tvrtka Zilog od srpnja 1976. sve do danas. Z80 se koristio u mnogim računalskim sistemima, kao i u vojne svrhe. Skupa sa svojim klonovima i derivatima Z80 je jedan od najrasprostranjenijih mikroprocesorskih obitelji svih vremena. Zajedno s obitelji mikroprocesora MOS Technology 6502 dominira 8-bitnom računalskom scenom od kasnih 1970-tih do sredine 1980-tih. Glavni dizajner Z80 bio je Federico Faggin, koji nakon rada na mikroprocesoru Intel 8080, krajem 1974. zajedno s Ralphom Ungermannom osniva Zilog. Oko dizajna Z80 pomogao je Masatoshi Shima, koji je sudjelovao u dizajnu mikroprocesora Intel 4004 i 8080. Arhitektura Z80 bila je binarno sukladna s 8080, tako se većina koda s mikroprocesora 8080 s manjim promjenama mogla izvoditi izravno na Z80. Ovo je osobito pomoglo kod prepravljanja operacijskog sustava CP/M, što je pomoglo da se Z80 brzo rasprostrani na tržištu zbog bogate ponude programskih jezika i alata.

## Povijest
Nakon rada na mikroprocesoru Intel 8080, Federico Faggin je krajem 1974. napustio Intel i skupa s Raplhom Ungermannom osnovao tvrtku Zilog. U srpnju 1976. Z80 je bio spreman za tržište. Mikroprocesor Z80 bio je dizajniran da bude binarno kompatibilan s mikroprocesorom Intel 8080 tako da se većina izvornog koda za 8080, osobito izvorni kod za operacijski sustav CP/M, mogla izvoditi na Z80 bez promjena. Sudizajner mikroprocesora Intel 4004 i Intel 8080 Masatoshi Shima, pridonio je razvoju Z80.
Z80 je nudio mnoga unaprijeđenja u odnosu na 8080:
- poboljšani skup naredbi[6] uključujući manipulaciju bitova, pomicanje memorijskih blokova, U/I blok, i naredbe za pretraživanje bajtova[7]
- novi indeksni registri: IX i IY s naredbama koje omogućavaju adresiranje osnova+pomak
- bolji sistem prekida
  - više automatizirani i opći prekidni vektorski sistem, tzv. mod 2, kao i utvrđen vektorski sistem za prekide, te mod 1, jednostavan sistem za prekide za sustave koje imaju osnovno sklopovlje  (mod 0  je sistem prekida u 8080-kompatibilnom modu).[8]
  - nemaskirani prekid (non maskable interrupt (NMI)) koji se može koristiti u slučajevima kada se prekida napajanje, ili/i za prekide visoke važnosti (ovo omogućava minimalističkim sistemima zasnovanim na Z80 lako uvođenje prekida s dva nivoa  mod 1).
  - dva odvojena skupa registara datoteke koji su se vrlo brzo mogli zamijeniti, što se koristilo za ubrzanje obrade prekida
- pojednostavljeni sklopovski zahtjevi za napajanje, radni takt te spajanje s memorijom i U/I uređajima za sklopovlje za napajanje, stvaranje signala za satni takt, i spajanje s memorijom i ulazno izlaznim jedinicama
  - jednostruko napajanje od 5 V (za pokretanje 8080 bilo je potrebno imati napone -5 V, +5 V i +12 V)
  - jednofazni 5 V takt (8080 je treba dvofazni generator satnog takta)
  - ugrađeno sklopovlje za osvježivanje dinamične memorije DRAM
  - jednostruke sabirnice (8080 imao je višestruke sabirnice, koje su slale signale za stanje mikroprocesora na istoj sabirnici preko koje su se slali podatci)

Z80 je bio veoma popularan na tržištu, i preuzeo je veliki dio tržišta koje je imao Intel 8080 i Intel 8085, i postao je jedan od najpopularnijih 8-bitnih mikroprocesora. Za uspjeh Z80 u početku zaslužno je jednostavno sklopovlje za napajanje, sat, te ugrađeno sklopovlje za osvježavanje DRAMa. Ovo je omogućavalo dizajnerima stvaranje sistema s minimalno potrebnim sekundarnim sklopovljem.
U prvim izvedbama Z80 se izrađivao koristeći NMOS tehnologiju, koja je ograničavala brzinu sata na 2,5 MHz, te 4 MHz (Z80A), do 6 (Z80B) i 8 MHz (Z80H).
CMOS inačica imala je frekvecije sata od 4 MHz do 20 MHz. Ova gornja granica se odnosi na inačice Z80 koje se prodavaju danas. CMOS inačica omogućava nisku potrošnju prilikom stanja hibernacije, i tokom hibernacije zadržava se stanje sistema tako što je uvedena mjera gdje je donja granica brzine sata jednaka nuli. 
Potpuno kompatibilni derivati mikroprocesora Z80: HD64180/Z180 i eZ80 trenutno mogu raditi do 33 (HD64180/Z180) i 50 MHz (eZ80).